# Jewhen Nowak
Jewhen Anatolijowycz Nowak, ukr. Євген Анатолійович Новак (ur. 1 lutego 1989 w Kijowie) – ukraiński piłkarz, grający na pozycji obrońcy. Zawodnik klubu Wardar Skopje.

## Życiorys

### Kariera klubowa
Wychowanek DJuFSz Dynamo Kijów, barwy którego bronił w juniorskich mistrzostwach Ukrainy (DJuFL). Karierę piłkarską rozpoczął 28 kwietnia 2007 w trzeciej drużynie Dynama, a 10 sierpnia 2008 rozegrał pierwszy mecz w składzie Dynamo-2 Kijów. Występował również w rezerwowej drużynie Dynama. Od sezonu 2009/2010 pełnił funkcje kapitana Dynama-2. W czerwcu 2012 przeszedł do FK Sewastopol. 5 lipca po rozwiązaniu sewastopolskiego klubu przeszedł do Wołyni Łuck. 1 września 2015 wyjechał do Macedonii, gdzie został piłkarzem Wardaru Skopje.

### Kariera reprezentacyjna
W 2009 występował w młodzieżowej reprezentacji Ukrainy.